# Fernando Espinosa de los Monteros y Bermejillo
Fernando Espinosa de los Monteros y Bermejillo (Sant Sebastià, 12 de setembre de 1884 – Madrid, 19 de desembre de 1937) va ser un polític i diplomàtic espanyol.

## Biografia
Fill de Carlos Espinosa de los Monteros Sagaseta de Ilurdoz i germà del també diplomàtic Eugenio Espinosa de los Monteros y Bermejillo, ingressa en la carrera diplomàtica i ocupa la Subsecretaria del Ministeri d'Estat des de 1921, encarregant-se del Ministeri en el període que abastarà després del cop militar de Miguel Primo de Rivera des de setembre de 1923 fins a desembre de 1925. De 1927 a 1931 fou el darrer ambaixador de la monarquia espanyola en la República de Weimar.